# 河内松原駅
河内松原駅（かわちまつばらえき）は、大阪府松原市上田三丁目にある、近畿日本鉄道（近鉄）南大阪線の駅。駅番号はF10。松原市の代表駅である。

## 歴史
- 1922年（大正11年）4月18日：大阪鉄道の道明寺 - 布忍間延伸時に開業[1][2]。
- 1943年（昭和18年）2月1日：関西急行鉄道が大阪鉄道を合併[3]。関西急行鉄道天王寺線の駅となる。
- 1944年（昭和19年）6月1日：戦時統合により関西急行鉄道が南海鉄道（現在の南海電気鉄道の前身。後に再独立）と合併、近畿日本鉄道南大阪線の駅となる[3]。
- 1993年（平成5年）7月24日：橋上駅舎化。
  - 橋上化以前は南北に駅舎があり、ホームへは駅西側の構内踏切を通っていた。
- 1994年（平成6年）3月15日：ホーム有効長が1両延長されて8両となる[4]。
- 2007年（平成19年）4月1日：PiTaPa使用開始[5]。
- 2009年（平成21年）3月20日：大阪阿部野橋駅構内工事に伴い、営業距離が0.1km短縮された（10.1km→10.0km）ことで当駅から大阪阿部野橋までの運賃が290円から250円に値下げ。

## 駅構造
島式ホーム2面4線の、待避設備と非常渡り線を備えた橋上駅。改札口は1ヶ所のみ。ホーム有効長は8両。

### のりば
| のりば | 路線       | 方向 | 行先                           |
| ------ | ---------- | ---- | ------------------------------ |
| 1・2   | F 南大阪線 | 下り | 古市・河内長野・橿原神宮前方面 |
| 3・4   | F 南大阪線 | 上り | 大阪阿部野橋方面               |

- 内側2線（2番線と3番線）が主本線であり、外側2線（1番線と4番線）が待避線である。

## 特徴

### 駅設備・営業面
- 藤井寺駅が管理する有人駅で、PiTaPa・ICOCA対応の自動改札機および自動精算機（回数券カードおよびICカードのチャージに対応）が設置されている。
- 定期券や特急券は専用の自動券売機で購入可能であり[7]、窓口は季節営業となっている。

### ダイヤ面
- 準急以下の全一般列車が停車する
- 大阪阿部野橋駅から最初の緩急接続駅で、ほぼ終日にわたって普通列車と準急の接続が行われる
- 平日朝の橿原神宮前行き準急1本のみ、富田林行き急行を待避する。

## 利用状況
2023年11月7日における1日乗降人員は26,250人である。
近年における1日乗降人員の推移は下表の通り。
| 年度               | 特定日利用状況 | 特定日利用状況 | 特定日利用状況 | 特定日利用状況 | 1日平均 乗車人員 | 出典        | 出典          |
| 年度               | 調査日         | 乗車人員       | 降車人員       | 乗降人員       | 1日平均 乗車人員 | 近鉄        | 大阪府        |
| ------------------ | -------------- | -------------- | -------------- | -------------- | ---------------- | ----------- | ------------- |
| 1990年（平成02年） | 11月06日       | 18,304         | 17,952         | 36,256         | 19,619           |             | [ 大阪府 1 ]  |
| 1991年（平成03年） | -              | -              | -              | -              | 19,924           |             | [ 大阪府 2 ]  |
| 1992年（平成04年） | 11月10日       | 17,936         | 17,840         | 35,776         | 19,554           |             | [ 大阪府 3 ]  |
| 1993年（平成05年） | -              | -              | -              | -              | 20,180           |             | [ 大阪府 4 ]  |
| 1994年（平成06年） | -              | -              | -              | -              | 20,242           |             | [ 大阪府 5 ]  |
| 1995年（平成07年） | 12月05日       | 18,278         | 17,936         | 36,214         | 20,271           |             | [ 大阪府 6 ]  |
| 1996年（平成08年） | -              | -              | -              | -              | 19,938           |             | [ 大阪府 7 ]  |
| 1997年（平成09年） | -              | -              | -              | -              | 19,363           |             | [ 大阪府 8 ]  |
| 1998年（平成10年） | 11月10日       | 16,865         | 16,837         | 33,702         | 18,682           |             | [ 大阪府 9 ]  |
| 1999年（平成11年） | -              | -              | -              | -              | 17,757           |             | [ 大阪府 10 ] |
| 2000年（平成12年） | 11月07日       | 16,042         | 16,092         | 32,134         | 17,223           | [ 近鉄 1 ]  | [ 大阪府 11 ] |
| 2001年（平成13年） | -              | -              | -              | -              | 17,110           |             | [ 大阪府 12 ] |
| 2002年（平成14年） | -              | -              | -              | -              | 16,660           |             | [ 大阪府 13 ] |
| 2003年（平成15年） | 11月11日       | 14,876         | 15,094         | 29,970         | 16,358           | [ 近鉄 2 ]  | [ 大阪府 14 ] |
| 2004年（平成16年） | -              | -              | -              | -              | 15,947           |             | [ 大阪府 15 ] |
| 2005年（平成17年） | 11月08日       | 14,670         | 14,779         | 29,449         | 15,854           | [ 近鉄 3 ]  | [ 大阪府 16 ] |
| 2006年（平成18年） | -              | -              | -              | -              | 15,718           |             | [ 大阪府 17 ] |
| 2007年（平成19年） | -              | -              | -              | -              | 15,649           |             | [ 大阪府 18 ] |
| 2008年（平成20年） | 11月18日       | 14,546         | 14,487         | 29,033         | 15,643           |             | [ 大阪府 19 ] |
| 2009年（平成21年） | -              | -              | -              | -              | 15,819           |             | [ 大阪府 20 ] |
| 2010年（平成22年） | 11月09日       | 14,433         | 14,457         | 28,890         | 15,869           | [ 近鉄 4 ]  | [ 大阪府 21 ] |
| 2011年（平成23年） | -              | -              | -              | -              | 15,975           |             | [ 大阪府 22 ] |
| 2012年（平成24年） | 11月13日       | 14,576         | 14,610         | 29,186         | 15,989           | [ 近鉄 5 ]  | [ 大阪府 23 ] |
| 2013年（平成25年） | -              | -              | -              | -              | 16,429           |             | [ 大阪府 24 ] |
| 2014年（平成26年） | -              | -              | -              | -              | 16,215           |             | [ 大阪府 25 ] |
| 2015年（平成27年） | 11月10日       | 14,687         | 14,853         | 29,540         | 16,448           | [ 近鉄 6 ]  | [ 大阪府 26 ] |
| 2016年（平成28年） | -              | -              | -              | -              | 16,406           |             | [ 大阪府 27 ] |
| 2017年（平成29年） | -              | -              | -              | -              | 16,625           |             | [ 大阪府 28 ] |
| 2018年（平成30年） | 11月13日       | 14,995         | 14,981         | 29,976         | 16,491           | [ 近鉄 7 ]  | [ 大阪府 29 ] |
| 2019年（令和元年） | -              | -              | -              | -              | 16,438           |             | [ 大阪府 30 ] |
| 2020年（令和02年） | -              | -              | -              | -              | 13,008           |             | [ 大阪府 31 ] |
| 2021年（令和03年） | 11月09日       | 12,512         | 12,576         | 25,088         | 13,551           | [ 近鉄 8 ]  | [ 大阪府 32 ] |
| 2022年（令和04年） | 11月08日       | 13,730         | 13,820         | 27,550         | 14,317           | [ 近鉄 9 ]  | [ 大阪府 33 ] |
| 2023年（令和05年） | 11月07日       |                |                | 26,250         |                  | [ 近鉄 10 ] |               |

## 駅周辺
- 近商ストア（ゆめニティまつばら）・同本社
  - 松原駅前郵便局
  - 三菱UFJ銀行松原支店（長野、更池、三和、UFJの各銀行が前身の支店）
- 柴籬神社
- 大塚山古墳
- 大阪府立生野高等学校
- 大阪府立大塚高等学校
- 松原市立松原中学校
- 松原市立松原小学校
- 近鉄バス松原営業所
- イズミヤ松原店
- 万代松原上田店

以下の施設群は高見ノ里駅との中間もしくは高見ノ里駅寄りにある。
- 松原市役所
- 松原警察署
- 松原市消防本部
- 松原市文化会館
- 松原図書館
- 松原市民体育館
- 松原郵便局
- カナートモール松原（デイリーカナート松原中央店）

## バス路線
南口ロータリーに近鉄バスと南海バスが乗り入れる。停留所名はいずれも「河内松原駅前」。6番のりばは降車専用（おりば）となっている。

### 近鉄バス
ロータリー内の1・3・4番のりばを中心に発着する（2番のりばは休止中）。7番のりばのみロータリー外の府道12号上に設置されているが、ここから出る便はごくわずか。
全て松原営業所の担当。上述の通り、駅の近くに営業所が立地している。
| のりば | 路線名   | 系統・行先       | 備考                 |
| ------ | -------- | ---------------- | -------------------- |
| 1      | 松原線   | 46番：さつき野東 |                      |
| 3      | 松原線   | 12番：余部       | 朝のみ運行。岡町経由 |
| 3      | 松原線   | 13番：余部       |                      |
| 3      | 松原線   | 10番：下黒山     | 最終2本              |
| 4      | 丹比線   | 74番：平尾       |                      |
| 7      | 北野田線 | 41番：富田林駅前 | 朝2本のみ運行        |

### 南海バス
5番のりばから発車。堺営業所の担当。
| のりば | 路線名   | 系統・行先               | 備考            |
| ------ | -------- | ------------------------ | --------------- |
| 5      | 布忍線   | 23系統：堺駅前           |                 |
| 5      | 布忍線   | 25系統：堺東駅前         | 平日のみ運行    |
| 5      | 北花田線 | 29系統：地下鉄北花田駅前 | 日中7本のみ運行 |

## 隣の駅
近畿日本鉄道
F 南大阪線
■急行・■区間急行
通過
■準急
大阪阿部野橋駅 (F01) - 河内松原駅 (F10) - 藤井寺駅 (F13)
■普通
高見ノ里駅 (F09) - 河内松原駅 (F10) - 恵我ノ荘駅 (F11)

### 記事本文

### 利用状況
1. ↑  駅別一日乗降人員 南大阪線 吉野線 - 近畿日本鉄道
2. ↑  大阪府統計年鑑 - 大阪府
3. ↑  市の統計データ - 松原市

#### 近畿日本鉄道
1. ↑  “駅別乗降人員 南大阪線 吉野線”.   近畿日本鉄道. 2002年2月21日時点のオリジナルよりアーカイブ。2025年2月27日閲覧。
2. ↑  “駅別乗降人員 南大阪線 吉野線”.   近畿日本鉄道. 2004年6月6日時点のオリジナルよりアーカイブ。2025年2月27日閲覧。
3. ↑  “駅別乗降人員 南大阪線 吉野線”.   近畿日本鉄道. 2007年10月30日時点のオリジナルよりアーカイブ。2025年2月27日閲覧。
4. ↑  “駅別乗降人員 南大阪線 吉野線”.   近畿日本鉄道. 2013年3月23日時点のオリジナルよりアーカイブ。2025年2月27日閲覧。
5. ↑  “駅別乗降人員 南大阪線 吉野線”.   近畿日本鉄道. 2013年6月9日時点のオリジナルよりアーカイブ。2025年2月27日閲覧。
6. ↑  “駅別乗降人員 南大阪線 吉野線”.   近畿日本鉄道. 2016年6月24日時点のオリジナルよりアーカイブ。2025年2月27日閲覧。
7. ↑  “駅別乗降人員 南大阪線 吉野線”.   近畿日本鉄道. 2020年2月18日時点のオリジナルよりアーカイブ。2025年2月27日閲覧。
8. ↑  近鉄線駅別乗降人員データ【調査日：令和3年11月9日(火)】 (PDF)
9. ↑  近鉄線駅別乗降人員データ【調査日：令和4年11月8日(火)】 (PDF)
10. ↑  近鉄線駅別乗降人員データ【調査日：令和5年11月7日(火)】 (PDF)

#### 大阪府統計年鑑
1. ↑  大阪府統計年鑑（平成3年） (PDF)
2. ↑  大阪府統計年鑑（平成4年） (PDF)
3. ↑  大阪府統計年鑑（平成5年） (PDF)
4. ↑  大阪府統計年鑑（平成6年） (PDF)
5. ↑  大阪府統計年鑑（平成7年） (PDF)
6. ↑  大阪府統計年鑑（平成8年） (PDF)
7. ↑  大阪府統計年鑑（平成9年） (PDF)
8. ↑  大阪府統計年鑑（平成10年） (PDF)
9. ↑  大阪府統計年鑑（平成11年） (PDF)
10. ↑  大阪府統計年鑑（平成12年） (PDF)
11. ↑  大阪府統計年鑑（平成13年） (PDF)
12. ↑  大阪府統計年鑑（平成14年） (PDF)
13. ↑  大阪府統計年鑑（平成15年） (PDF)
14. ↑  大阪府統計年鑑（平成16年） (PDF)
15. ↑  大阪府統計年鑑（平成17年） (PDF)
16. ↑  大阪府統計年鑑（平成18年） (PDF)
17. ↑  大阪府統計年鑑（平成19年） (PDF)
18. ↑  大阪府統計年鑑（平成20年） (PDF)
19. ↑  大阪府統計年鑑（平成21年） (PDF)
20. ↑  大阪府統計年鑑（平成22年） (PDF)
21. ↑  大阪府統計年鑑（平成23年） (PDF)
22. ↑  大阪府統計年鑑（平成24年） (PDF)
23. ↑  大阪府統計年鑑（平成25年） (PDF)
24. ↑  大阪府統計年鑑（平成26年） (PDF)
25. ↑  大阪府統計年鑑（平成27年） (PDF)
26. ↑  大阪府統計年鑑（平成28年） (PDF)
27. ↑  大阪府統計年鑑（平成29年） (PDF)
28. ↑  大阪府統計年鑑（平成30年） (PDF)
29. ↑  大阪府統計年鑑（令和元年） (PDF)
30. ↑  大阪府統計年鑑（令和2年） (PDF)
31. ↑  大阪府統計年鑑（令和3年） (PDF)
32. ↑  大阪府統計年鑑（令和4年） (PDF)
33. ↑  大阪府統計年鑑（令和5年） (PDF)